# Gonzalo Adrio Barreiro
Gonzalo Adrio Barreiro (Pontevedra, 1 de octubre de 1919-Pontevedra, 1 de enero de 2018) fue un abogado y político español.

## Biografía
Hijo de José Adrio Mañá y hermano de José y Francisco Adrio  Barreiro, se licenció en Derecho en la Universidad de Santiago de Compostela. Dedicó su vida al ejercicio de la abogacía y al estudio del Derecho Civil Gallego.
Ingresó en la Academia Gallega de Jurisprudencia y Legislación en 1970. Fue presidente del Partido Socialista Popular de Galicia, tras ingresar en el Partido de los Socialistas de Galicia fue parlamentario autonómico entre 1985 y 1989, y encabezó la lista del PSdeG al Ayuntamiento de Pontevedra en 1987. Editó un libro de memorias, Sin odio, sin rencor, pero el recuerdo vivo (2004). Especialista en la memoria histórica y en la recuperación de los fallecidos durante la guerra y la represión franquista.
En 2004 recibió el premio honorífico Cidade de Pontevedra otorgado por el Ayuntamiento de Pontevedra «por su trayectoria vital en la lucha por la recuperación de la memoria histórica, ejemplo de honestidad y entrega comprometida con nuestro tiempo y con nuestra tierra, en el que se personalizan los valores democráticos y de solidaridad».

### Vida personal
Estuvo casado con Aurora Taracido Fraga, hija del también político Arturo Taracido.